# Тагаева, Лола Маджидовна
Ло́ла Маджи́довна Тага́ева (род. 12 октября 1984, Новосибирск) — российская журналистка, медиаменеджер и феминистка. Основательница и бывший главный редактор (до 2023) интернет-издания «Вёрстка». Бывший шеф-редактор новостной редакции телеканала «Дождь» (2015—2018).

## Биография
Родилась 12 октября 1984 года в Новосибирске. Отец — таджик, мать — русская. До переезда в Москву жила в Новосибирске, Душанбе и Белгороде. Среднюю школу окончила в Белгороде.
В 2007 году окончила Московский государственный университет экономики, статистики и информатики по специальности, связанной с информационными технологиями в экономике. В 2011 году окончила бакалавриат факультета журналистики СПбГУ.
Начала работать журналисткой в 2005 году. Работала в РБК Санкт-Петербург. В 2009—2011 годах была корреспонденткой отдела политики и СМИ «Новой газеты», входила в кремлёвский пул журналистов.
В 2011—2013 и 2015—2018 годах работала на телеканале «Дождь»: в первый период была продюсером и корреспонденткой, во второй период была шеф-редактором новостной редакции, руководителем отдела политики, а также вела новостные и политические программы.
В 2013—2014 годах была обозревателем издания «Slon.ru», специализировалась на освещении и анализе политических процессов в России.
В 2014—2015 годах была заместительницей редактора отдела политики РБК.
С 2017 года была соорганизатором гендерного фестиваля Moscow FemFest, позднее участвовала в создании гендерного фестиваля Moscow MaleFest. Работала колумнисткой Deutsche Welle по вопросам гендерных проблем. Вела подкаст «Она сказала, он сказал».
В 2021-м окончательно году переехала в Прагу, Чехия. Была замужем, есть два ребёнка, вскоре после переезда развелась.
19 января 2024 года Министерством юстиции России внесена в список физических лиц «иностранных агентов».

### «Вёрстка»
26 апреля 2022 года Тагаева запустила интернет-издание «Вёрстка». По словам Тагаевой, издание было запущено на деньги от её прошлых проектов.
Издание позиционируется как «быстрый ответ на уничтожение российских СМИ во время войны с Украиной». Оно выпускает статьи о последствиях войны, работе волонтёров, помогающих беженцам из Украины, российской пропаганде и другом. Наиболее громкий материал — история про то, как российские мужчины предлагают помощь украинским беженкам в обмен на секс или работу по дому.
Издание печатает только собственные материалы, не занимается рерайтингом чужих. В издании около 20 сотрудников и несколько фрилансеров, в том числе внутри фрилансеры внутри России. У него отсутствует физическая редакция, сотрудники работают удалённо.
Издание «Colta.ru» называет «Вёрстку» очень успешным малым медиа, поскольку у других малых медиа 3-5 тысяч подписчиков в Telegram, а у «Вёрстки» — 70 тысяч (по состоянию на июнь 2023 года).
14 июня 2022 года издание была заблокировано на территории России без внесения в реестр заблокированных сайтов.
До августа 2023 года Тагаева была главным редактором издания, с момента запуска является его издательницей. Первого января 2025-го года родила сына и ушла в декрет с поста издательницы. 